# 師岡正典
師岡 正典（もろおか まさのり、1951年 - ）は、日本のペン画家である。現在は、朝日カルチャーセンター立川「ペン画」「鉛筆画・ペン淡彩画」、朝日カルチャーセンター東京「ペン画・ペン淡彩画」、NHK学園国立「ペンで描く淡彩風景画」、奥多摩町文化会館内「風景画教室」他で講師。また、「ペン・コンマ13の会」の代表でもある。

## 経歴
- 1951年　東京都西多摩郡奥多摩町に生まれる
- 1970年　武蔵野美術学園で絵を学ぶ
- 1973年　フランス　エコール・デ・ボザールL'École nationale surpérieure des beaux-arts de Paris、アトリエ・ヤンケルAtelier Yankel[1](Jacques Yankel)で絵を学ぶ
- 1981年　ペン画を始める
- 1988年　朝日カルチャーセンター立川で「ペン画」の講座を開く
- 1998年　「ペン・コンマ13の会」を設立、ペン画の普及を始める
- 2005年　朝日カルチャーセンター東京で「ペン画・ペン淡彩画」の講座を開く

出典
『ペン画のすすめ』（㈱日貿出版社　2009年2月15日　初版発行）ｐ96　著者紹介より

## 主な作品
- 『静かに過ぎ行く午後』（1989年頃）
- 『沢に架かる橋』（2007年）
- 『支え合い』（2011年第11回展）

## 著書
- 『ペン画のすすめ』線が織りなす懐かしい風景　2009年2月15日　初版　発行所　株式会社日貿出版社　ISBN 978-4-8170-3765-7
- 『はじめてでも描ける　ペン風景画』　2018年10月23日　マール社　ISBN 978-4837306771